# Caloptilia infaceta
Caloptilia infaceta là một loài bướm đêm thuộc họ Gracillariidae. Loài này sinh sống ở Madagascar.